# Rubén García Canales
Rubén García Canales (Elche, 20 ottobre 1998) è un calciatore spagnolo, difensore svincolato.

## Carriera
Cresciuto nel settore giovanile dell'Elche, ha esordito con la squadra riserve il 1º marzo 2015, in un incontro di Segunda División B pareggiato 0-0 contro l'Olot. Pochi mesi dopo è stato ceduto al Barcellona, dove ha giocato per una stagione nelle giovanili. Nel 2016 è tornato all'Elche, che lo ha aggregato nuovamente alla rosa della seconda squadra. Dopo due stagioni nella quarta divisione spagnola, si è trasferito al Castellón, formazione della terza divisione. L'anno successivo si è accasato al Levante, giocando anche qui con la seconda squadra, sempre nella terza divisione spagnola. Nel 2020 ha firmato con i greci dell'Asteras Tripolīs, con i quali ha debuttato il 13 settembre dello stesso anno, nell'incontro di Souper Ligka Ellada vinto 1-0 contro il Panathīnaïkos.

## Statistiche

### Presenze e reti nei club
Statistiche aggiornate al 26 giugno 2022.
| Stagione                | Squadra                 | Campionato              | Campionato | Campionato | Coppe nazionali | Coppe nazionali | Coppe nazionali | Coppe continentali | Coppe continentali | Coppe continentali | Altre coppe | Altre coppe | Altre coppe | Totale | Totale |
| Stagione                | Squadra                 | Comp                    | Pres       | Reti       | Comp            | Pres            | Reti            | Comp               | Pres               | Reti               | Comp        | Pres        | Reti        | Pres   | Reti   |
| ----------------------- | ----------------------- | ----------------------- | ---------- | ---------- | --------------- | --------------- | --------------- | ------------------ | ------------------ | ------------------ | ----------- | ----------- | ----------- | ------ | ------ |
| mar. 2015               | Elche Ilicitano         | SDB                     | 1          | 0          |                 | -               | -               |                    | -                  | -                  |             | -           | -           | 1      | 0      |
| 2016-2017               | Elche Ilicitano         | TD                      | ?          | ?          |                 | -               | -               |                    | -                  | -                  |             | -           | -           | ?      | ?      |
| 2017-2018               | Elche Ilicitano         | TD                      | ?          | ?          |                 | -               | -               |                    | -                  | -                  |             | -           | -           | ?      | ?      |
| Totale Elche Ilicitano  | Totale Elche Ilicitano  | Totale Elche Ilicitano  | ?          | ?          |                 | -               | -               |                    | -                  | -                  |             | -           | -           | ?      | ?      |
| 2018-2019               | Castellón               | SDB                     | 21         | 0          | CR              | 2               | 0               |                    | -                  | -                  |             | -           | -           | 23     | 0      |
| 2019-2020               | Atlético Levante        | SDB                     | 22         | 0          |                 | -               | -               |                    | -                  | -                  |             | -           | -           | 22     | 0      |
| 2020-2021               | Asteras Tripolīs        | SL                      | 10+4       | 0          | CG              | 1               | 0               |                    | -                  | -                  |             | -           | -           | 15     | 0      |
| 2021-2022               | Asteras Tripolīs        | SL                      | 11+4       | 0          | CG              | 1               | 0               |                    | -                  | -                  |             | -           | -           | 16     | 0      |
| Totale Asteras Tripolīs | Totale Asteras Tripolīs | Totale Asteras Tripolīs | 29         | 0          |                 | 2               | 0               |                    | -                  | -                  |             | -           | -           | 31     | 0      |
| Totale carriera         | Totale carriera         | Totale carriera         | 73         | 0          |                 | 4               | 0               |                    | -                  | -                  |             | -           | -           | 77     | 0      |